# Believe Tour
Believe Tour fue la segunda gira oficial del cantante canadiense Justin Bieber. Esta gira sirve para promocionar su tercer trabajo discográfico Believe. La gira inició el 29 de septiembre de 2012 en Glendale y terminó en Perth Australia, el 8 de diciembre de 2013.
Tuvo como invitados a Ariana Grande, Carly Rae Jepsen, Cody Simpson, Owl City y EXO

## Lista de canciones
1. All Around The World
2. Take You
3. Catching Feelings
4. Mix de One Time, Eenie Meenie, Somebody To Love
5. Love Me Like You Do
6. She Don't Like The Lights
7. Die In Your Arms
8. Out of Town Girl
9. Be Alright
10. Hold Tight
11. All That Matters
12. Fall
13. Never Say Never
14. Beauty And A Beat
15. One Less Lonely Girl
16. As Long As You Love Me
17. Believe
18. Boyfriend
19. Baby (ENCORE)

## Lista de conciertos
| Fecha                    | Ciudad              | País                   | Lugar                                    | Telonero                               | Asistencia                  | Ingreso      |
| ------------------------ | ------------------- | ---------------------- | ---------------------------------------- | -------------------------------------- | --------------------------- | ------------ |
| Norte América            |                     |                        |                                          |                                        |                             |              |
| 29 de septiembre de 2012 | Glendale            | Estados Unidos         | Jobing.com Arena                         | Cody Simpson Carly Rae Jepsen          | 13,428 / 13,428 (100%)      | $1,013,460   |
| 30 de septiembre de 2012 | Las Vegas           | Estados Unidos         | MGM Grand Garden Arena                   | Cody Simpson Carly Rae Jepsen          | 13,504 / 13,504 (100%)      | $1,076,868   |
| 2 de octubre de 2012     | Los Ángeles         | Estados Unidos         | Staples Center                           | Cody Simpson Carly Rae Jepsen          | 27,546 / 27,546 (100%)      | $2,238,937   |
| 3 de octubre de 2012     | Los Ángeles         | Estados Unidos         | Staples Center                           | Cody Simpson Carly Rae Jepsen          | 27,546 / 27,546 (100%)      | $2,238,937   |
| 5 de octubre de 2012     | Fresno              | Estados Unidos         | Save Mart Center                         | Cody Simpson Carly Rae Jepsen          | 11,965 / 11,965 (100%)      | $1,323,632   |
| 6 de octubre de 2012     | Oakland             | Estados Unidos         | Oracle Arena                             | Cody Simpson Carly Rae Jepsen          | 14,126 / 14,126 (100%)      | $1,063,978   |
| 8 de octubre de 2012     | Portland            | Estados Unidos         | Rose Garden                              | Carly Rae Jepsen                       | 14,550 / 14,550 (100%)      | $1,002,495   |
| 9 de octubre de 2012     | Tacoma              | Estados Unidos         | Tacoma Dome                              | Carly Rae Jepsen                       | 20,259 / 20,259 (100%)      | $1,338,701   |
| 10 de octubre de 2012    | Vancouver           | Canadá                 | Rogers Arena                             | Carly Rae Jepsen                       | 14,423 / 14,423 (100%)      | $1,215,360   |
| 12 de octubre de 2012    | Calgary             | Canadá                 | Scotiabank Saddledome                    | Carly Rae Jepsen                       | 13,631 / 13,631 (100%)      | $1,117,440   |
| 15 de octubre de 2012    | Edmonton            | Canadá                 | Rexall Place                             | Carly Rae Jepsen                       | 13,663 / 13,663 (100%)      | $1,137,620   |
| 16 de octubre de 2012    | Saskatoon           | Canadá                 | Credit Union Centre                      | Carly Rae Jepsen                       | 13,113 / 13,113 (100%)      | $1,052,590   |
| 18 de octubre de 2012    | Winnipeg            | Canadá                 | MTS Centre                               | Carly Rae Jepsen                       | 13,326 / 13,326 (100%)      | $1,048,840   |
| 20 de octubre de 2012    | Minneapolis         | Estados Unidos         | Target Center                            | Carly Rae Jepsen                       | 14,532 / 14,532 (100%)      | $1,071,284   |
| 21 de octubre de 2012    | Milwaukee           | Estados Unidos         | BMO Harris Bradley Center                | Carly Rae Jepsen                       | 14,957 / 14,957 (100%)      | $1,065,557   |
| 23 de octubre de 2012    | Rosemont            | Estados Unidos         | Allstate Arena                           | Carly Rae Jepsen                       | 27,132 / 27,132 (100%)      | $2,125,924   |
| 24 de octubre de 2012    | Rosemont            | Estados Unidos         | Allstate Arena                           | Carly Rae Jepsen                       | 27,132 / 27,132 (100%)      | $2,125,924   |
| 26 de octubre de 2012    | Kansas City         | Estados Unidos         | Sprint Center                            | Carly Rae Jepsen                       | 13,972 / 13,972 (100%)      | $1,033,314   |
| 27 de octubre de 2012    | Saint Louis         | Estados Unidos         | Scottrade Center                         | Carly Rae Jepsen                       | 15,034 / 15,034 (100%)      | $1,108,442   |
| 29 de octubre de 2012    | Dallas              | Estados Unidos         | American Airlines Center                 | Carly Rae Jepsen                       | 14,094 / 14,094 (100%)      | $1,066,183   |
| 30 de octubre de 2012    | Houston             | Estados Unidos         | Toyota Center                            | Carly Rae Jepsen                       | 13,084 / 13,084 (100%)      | $1,021,718   |
| 1 de noviembre de 2012   | Memphis             | Estados Unidos         | FedExForum                               | Carly Rae Jepsen                       | 13,511 / 13,511 (100%)      | $932,669     |
| 2 de noviembre de 2012   | Louisville          | Estados Unidos         | KFC Yum! Center                          | Carly Rae Jepsen                       | 16,334 / 16,334 (100%)      | $1,158,153   |
| 4 de noviembre de 2012   | Filadelfia          | Estados Unidos         | Wells Fargo Center                       | Carly Rae Jepsen                       | 15,393 / 15,393 (100%)      | $1,247,574   |
| 5 de noviembre de 2012   | Washington, D.C.    | Estados Unidos         | Verizon Center                           | Cody Simpson Jaden Smith               | 14,472 / 14,472 (100%)      | $1,169,569   |
| 9 de noviembre de 2012   | East Rutherford     | Estados Unidos         | Izod Center                              | Cody Simpson Jaden Smith               | 15,956 / 15,956 (100%)      | $1,233,492   |
| 10 de noviembre de 2012  | Boston              | Estados Unidos         | TD Garden                                | Cody Simpson Jaden Smith               | 13,561 / 13,561 (100%)      | $1,087,270   |
| 12 de noviembre de 2012  | New York            | Estados Unidos         | Barclays Center                          | Cody Simpson Jaden Smith               | 14,261 / 14,261 (100%)      | $1,107,390   |
| 20 de noviembre de 2012  | Pittsburgh          | Estados Unidos         | Consol Energy Center                     | —                                      | 14,263 / 14,263 (100%)      | $1,029,318   |
| 21 de noviembre de 2012  | Auburn Hills        | Estados Unidos         | The Palace of Auburn Hills               | Carly Rae Jepsen                       | 15,469 / 15,469 (100%)      | $1,178,456   |
| 23 de noviembre de 2012  | Ottawa              | Canadá                 | Scotiabank Place                         | Carly Rae Jepsen The Wanted            | 13,696 / 13,696 (100%)      | $1,104,550   |
| 26 de noviembre de 2012  | Montreal            | Canadá                 | Bell Centre                              | Carly Rae Jepsen The Wanted            | 15,870 / 15,870 (100%)      | $1,255,360   |
| 28 de noviembre de 2012  | New York            | Estados Unidos         | Madison Square Garden                    | Carly Rae Jepsen The Wanted            | 27,280 / 27,280 (100%)      | $2,390,196   |
| 29 de noviembre de 2012  | New York            | Estados Unidos         | Madison Square Garden                    | Carly Rae Jepsen The Wanted            | 27,280 / 27,280 (100%)      | $2,390,196   |
| 1 de diciembre de 2012   | Toronto             | Canadá                 | Rogers Centre                            | Carly Rae Jepsen The Wanted            | 43,817 / 43,817 (100%)      | $2,671,520   |
| 5 de enero de 2013       | Salt Lake City      | Estados Unidos         | EnergySolutions Arena                    | Carly Rae Jepsen                       | 14,693 / 14,693 (100%)      | $1,007,579   |
| 7 de enero de 2013       | Denver              | Estados Unidos         | Pepsi Center                             | Carly Rae Jepsen                       | 13,629 / 13,629 (100%)      | $1,015,154   |
| 9 de enero de 2013       | Tulsa               | Estados Unidos         | BOK Center                               | Carly Rae Jepsen                       | 12,985 / 12,985 (100%)      | $888,101     |
| 10 de enero de 2013      | North Little Rock   | Estados Unidos         | Verizon Arena                            | Carly Rae Jepsen                       | 14,849 / 14,849 (100%)      | $974,452     |
| 12 de enero de 2013      | San Antonio         | Estados Unidos         | AT&T Center                              | Carly Rae Jepsen                       | 14,653 / 14,653 (100%)      | $985,153     |
| 15 de enero de 2013      | New Orleans         | Estados Unidos         | New Orleans Arena                        | Carly Rae Jepsen Cody Simpson          | 13,986 / 13,986 (100%)      | $1,002,620   |
| 16 de enero de 2013      | Birmingham          | Estados Unidos         | BJCC Arena                               | Carly Rae Jepsen Cody Simpson          | 13,530 / 13,530 (100%)      | $920,078     |
| 18 de enero de 2013      | Nashville           | Estados Unidos         | Bridgestone Arena                        | Carly Rae Jepsen Cody Simpson          | 14,287 / 14,287 (100%)      | $1,046,887   |
| 19 de enero de 2013      | Greensboro          | Estados Unidos         | Greensboro Coliseum                      | Carly Rae Jepsen Cody Simpson          | 15,395 / 15,395 (100%)      | $998,126     |
| 22 de enero de 2013      | Charlotte           | Estados Unidos         | Time Warner Cable Arena                  | Carly Rae Jepsen Cody Simpson          | 15,272 / 15,272 (100%)      | $1,089,601   |
| 23 de enero de 2013      | Atlanta             | Estados Unidos         | Philips Arena                            | Carly Rae Jepsen Cody Simpson          | 12,686 / 12,686 (100%)      | $995,137     |
| 25 de enero de 2013      | Orlando             | Estados Unidos         | Amway Center                             | Carly Rae Jepsen Cody Simpson          | 13,355 / 13,355 (100%)      | $1,009,923   |
| 26 de enero de 2013      | Miami               | Estados Unidos         | American Airlines Arena                  | Carly Rae Jepsen Cody Simpson          | 27,580 / 27,580 (100%)      | $2,178,830   |
| 27 de enero de 2013      | Miami               | Estados Unidos         | American Airlines Arena                  | Carly Rae Jepsen Cody Simpson          | 27,580 / 27,580 (100%)      | $2,178,830   |
| Europa                   |                     |                        |                                          |                                        |                             |              |
| 17 de febrero de 2013    | Dublín              | Irlanda                | 3Arena                                   | Carly Rae Jepsen Cody Simpson          | 24,852 / 24,852 (100%)      | $2,001,080   |
| 18 de febrero de 2013    | Dublín              | Irlanda                | 3Arena                                   | Carly Rae Jepsen Cody Simpson          | 24,852 / 24,852 (100%)      | $2,001,080   |
| 21 de febrero de 2013    | Mánchester          | Reino Unido            | Manchester Arena                         | Carly Rae Jepsen Cody Simpson          | 28,678 / 28,678 (100%)      | $2,398,540   |
| 22 de febrero de 2013    | Mánchester          | Reino Unido            | Manchester Arena                         | Carly Rae Jepsen Cody Simpson          | 28,678 / 28,678 (100%)      | $2,398,540   |
| 24 de febrero de 2013    | Liverpool           | Reino Unido            | Echo Arena                               | Carly Rae Jepsen Cody Simpson          | 10,014/ 10,014 (100%)       | $848,685     |
| 27 de febrero de 2013    | Birmingham          | Reino Unido            | National Indoor Arena                    | Carly Rae Jepsen Cody Simpson          | 24,104 / 24,104 (100%)      | $2,000,040   |
| 28 de febrero de 2013    | Birmingham          | Reino Unido            | National Indoor Arena                    | Carly Rae Jepsen Cody Simpson          | 24,104 / 24,104 (100%)      | $2,000,040   |
| 2 de marzo de 2013       | Nottingham          | Reino Unido            | Capital FM Arena Nottingham              | Carly Rae Jepsen Cody Simpson          | —                           | —            |
| 4 de marzo de 2013       | Londres             | Reino Unido            | The O2 Arena                             | Carly Rae Jepsen Cody Simpson          | 58,479 / 60,281 (97%)       | $5,053,170   |
| 5 de marzo de 2013       | Londres             | Reino Unido            | The O2 Arena                             | Carly Rae Jepsen Cody Simpson          | 58,479 / 60,281 (97%)       | $5,053,170   |
| 7 de marzo de 2013       | Londres             | Reino Unido            | The O2 Arena                             | Carly Rae Jepsen Cody Simpson          | 58,479 / 60,281 (97%)       | $5,053,170   |
| 8 de marzo de 2013       | Londres             | Reino Unido            | The O2 Arena                             | Carly Rae Jepsen Cody Simpson          | 58,479 / 60,281 (97%)       | $5,053,170   |
| 11 de marzo de 2013      | Lisboa              | Portugal               | Pavilhão Atlântico                       | Carly Rae Jepsen Cody Simpson          | —                           | —            |
| 14 de marzo de 2013      | Madrid              | España                 | Barclaycard Center                       | Carly Rae Jepsen Cody Simpson          | —                           | —            |
| 16 de marzo de 2013      | Barcelona           | España                 | Palau Sant Jordi                         | Carly Rae Jepsen Cody Simpson          | —                           | —            |
| 19 de marzo de 2013      | París               | Francia                | Palais Omnisports de Paris-Bercy         | Carly Rae Jepsen Cody Simpson          | —                           | —            |
| 22 de marzo de 2013      | Zúrich              | Suiza                  | Hallenstadion                            | Carly Rae Jepsen Cody Simpson          | 13,000 / 13,000 (100%)      | $1,364,500   |
| 23 de marzo de 2013      | Bolonia             | Italia                 | Unipol Arena                             | Carly Rae Jepsen Cody Simpson          | —                           | —            |
| 25 de marzo de 2013      | Łódź                | Polonia                | Atlas Arena                              | Honorata Skarbek                       | —                           | —            |
| 28 de marzo de 2013      | Múnich              | Alemania               | Olympiahalle                             | —                                      | —                           | —            |
| 30 de marzo de 2013      | Viena               | Austria                | Wiener Stadthalle                        | —                                      | —                           | —            |
| 31 de marzo de 2013      | Berlín              | Alemania               | O2 World                                 | Neon Dogs                              | 9,475 / 13,289 (71%)        | $810,632     |
| 2 de abril de 2013       | Hamburgo            | Alemania               | Color Line Arena                         | Neon Dogs                              | 9,204 / 12,984 ((70%)       | $871,682     |
| 3 de abril de 2013       | Fráncfort del Meno  | Alemania               | Festhalle Frankfurt                      | —                                      | —                           | —            |
| 5 de abril de 2013       | Dortmund            | Alemania               | Westfallenhalle                          | —                                      | —                           | —            |
| 6 de abril de 2013       | Colonia             | Alemania               | Lanxess Arena                            | —                                      | —                           | —            |
| 8 de abril de 2013       | Estrasburgo         | Francia                | Zénith de Strasbourg                     | —                                      | —                           | —            |
| 10 de abril de 2013      | Amberes             | Bélgica                | Sportpaleis                              | —                                      | 35751 / 36939 (97%)         | $2598300     |
| 11 d abril de 2013       | Amberes             | Bélgica                | Sportpaleis                              |                                        | 35751 / 36939 (97%)         | $2598300     |
| 13 de abril de 2013      | Arnhem              | Países Bajos           | GelreDome XS                             | —                                      | —                           | —            |
| 16 de abril de 2013      | Oslo                | Noruega                | Telenor Arena                            | —                                      | 69,246 / 71,091 (97%)       | $7,887,802   |
| 17 de abril de 2013      | Oslo                | Noruega                | Telenor Arena                            | —                                      | 69,246 / 71,091 (97%)       | $7,887,802   |
| 18 de abril de 2013      | Oslo                | Noruega                | Telenor Arena                            | —                                      | 69,246 / 71,091 (97%)       | $7,887,802   |
| 20 de abril de 2013      | Copenhague          | Dinamarca              | Parken Stadium                           | —                                      | —                           | —            |
| 22 de abril de 2013      | Estocolmo           | Suecia                 | Ericsson Globe                           | —                                      | —                           | —            |
| 23 de abril de 2013      | Estocolmo           | Suecia                 | Ericsson Globe                           | —                                      | —                           | —            |
| 24 de abril de 2013      | Estocolmo           | Suecia                 | Ericsson Globe                           | —                                      | —                           | —            |
| 26 de abril de 2013      | Helsinki            | Finlandia              | Hartwall Areena                          | —                                      | —                           | —            |
| 28 de abril de 2013      | San Petersburgo     | Rusia                  | SKK Peterburgsky                         | —                                      | —                           | —            |
| 30 de abril de 2013      | Moscú               | Rusia                  | Olimpiyskiy                              | —                                      | —                           | —            |
| 2 de mayo de 2013        | Estambul            | Turquía                | İTÜ Stadyumu                             | —                                      | —                           | —            |
| Asia                     |                     |                        |                                          |                                        |                             |              |
| 4 de mayo de 2013        | Dubái               | Emiratos Árabes Unidos | The Sevens Stadium                       | —                                      | 28,544 / 46,850 (61%)       | $7,773,419   |
| 5 de mayo de 2013        | Dubái               | Emiratos Árabes Unidos | The Sevens Stadium                       |                                        | 28,544 / 46,850 (61%)       | $7,773,419   |
| Africa                   |                     |                        |                                          |                                        |                             |              |
| 8 de mayo de 2013        | Ciudad del Cabo     | Sudáfrica              | Estadio Cape Town                        | —                                      | —                           | —            |
| 12 de mayo de 2013       | Johannesburgo       | Sudáfrica              | Estadio FNB                              | —                                      | —                           | —            |
| Norteamérica             |                     |                        |                                          |                                        |                             |              |
| 22 de junio de 2013      | San Diego           | Estados Unidos         | Valley View Casino Center                | Hot Chelle Rae Mike Posner             | 10,832 / 10,832 (100%)      | $915,852     |
| 24 de junio de 2013      | Los Ángeles         | Estados Unidos         | Staples Center                           | Hot Chelle Rae Mike Posner             | 27,994 / 27,994 (100%)      | $2,307,566   |
| 25 de junio de 2013      | Los Ángeles         | Estados Unidos         | Staples Center                           | Hot Chelle Rae Mike Posner             | 27,994 / 27,994 (100%)      | $2,307,566   |
| 26 de junio de 2013      | San José            | Estados Unidos         | HP Pavilion at San Jose                  | Hot Chelle Rae Mike Posner             | 12,996 / 12,996 (100%)      | $1,082,050   |
| 28 de junio de 2013      | Las Vegas           | Estados Unidos         | MGM Grand Garden Arena                   | Hot Chelle Rae Mike Posner             | 13,362 / 13,362 (100%)      | $1,103,893   |
| 30 de junio de 2013      | Denver              | Estados Unidos         | Pepsi Center                             | Hot Chelle Rae Mike Posner             | 12,885 / 12,885 (100%)      | $1,022,453   |
| 2 de julio de 2013       | Oklahoma City       | Estados Unidos         | Chesapeake Energy Arena                  | Hot Chelle Rae Mike Posner             | 12,209 / 12,209 (100%)      | $973,740     |
| 3 de julio de 2013       | Dallas              | Estados Unidos         | American Airlines Center                 | Hot Chelle Rae Mike Posner             | 13,945 / 13,945 (100%)      | $1,141,555   |
| 6 de julio de 2013       | Omaha               | Estados Unidos         | CenturyLink Center Arena                 | Hot Chelle Rae Mike Posner             | 14,109 / 14,109 (100%)      | $1,090,542   |
| 7 de julio de 2013       | Des Moines          | Estados Unidos         | Wells Fargo Arena                        | Hot Chelle Rae Mike Posner             | 13,108 / 13,108 (100%)      | $1,040,329   |
| 9 de julio de 2013       | Chicago             | Estados Unidos         | United Center                            | Hot Chelle Rae Mike Posner             | 14,574 / 14,574 (100%)      | $1,198,621   |
| 10 de julio de 2013      | Indianápolis        | Estados Unidos         | Bankers Life Fieldhouse                  | Hot Chelle Rae Mike Posner             | 14,088 / 14,088 (100%)      | $1,091,325   |
| 12 de julio de 2013      | Columbus            | Estados Unidos         | Nationwide Arena                         | Hot Chelle Rae Mike Posner             | 14,002 / 14,002 (100%)      | $1,101,544   |
| 13 de julio de 2013      | Cleveland           | Estados Unidos         | Quicken Loans Arena                      | Hot Chelle Rae Mike Posner             | 15,084 / 15,084 (100%)      | $1,148,356   |
| 15 de julio de 2013      | Buffalo             | Estados Unidos         | First Niagara Center                     | Hot Chelle Rae Mike Posner             | 14,789 / 14,789 (100%)      | $1,148,023   |
| 17 de julio de 2013      | Philadelphia        | Estados Unidos         | Wells Fargo Center                       | Hot Chelle Rae Mike Posner             | 15,065 / 15,065 (100%)      | $1,243,009   |
| 18 de julio de 2013      | Hartford            | Estados Unidos         | XL Center                                | Hot Chelle Rae Mike Posner             | 12,404 / 12,404 (100%)      | $1,032,636   |
| 20 de julio de 2013      | Boston              | Estados Unidos         | TD Garden                                | Hot Chelle Rae Mike Posner             | 13,450 / 13,450 (100%)      | $1,123,874   |
| 23 de julio de 2013      | Ottawa              | Canadá                 | Scotiabank Place                         | Hot Chelle Rae Mike Posner             | 13,741 / 13,741 (100%)      | $1,102,540   |
| 25 de julio de 2013      | Toronto             | Canadá                 | Air Canada Centre                        | Hot Chelle Rae Mike Posner             | 29,153 / 29,153 (100%)      | $2,398,100   |
| 26 de julio de 2013      | Toronto             | Canadá                 | Air Canada Centre                        | Hot Chelle Rae Mike Posner             | 29,153 / 29,153 (100%)      | $2,398,100   |
| 28 de julio de 2013      | Detroit             | Estados Unidos         | Joe Louis Arena                          | Hot Chelle Rae Mike Posner             | 15,148 / 15,148 (100%)      | $1,208,287   |
| 30 de julio de 2013      | Newark              | Estados Unidos         | Prudential Center                        | Hot Chelle Rae Mike Posner             | 26,824 / 26,824 (100%)      | $2,211,502   |
| 31 de julio de 2013      | Newark              | Estados Unidos         | Prudential Center                        | Hot Chelle Rae Mike Posner             | 26,824 / 26,824 (100%)      | $2,211,502   |
| 2 de agosto de 2013      | Nueva York          | Estados Unidos         | Barclays Center                          | Hot Chelle Rae Mike Posner             | 14,587 / 14,587 (100%)      | $1,207,640   |
| 3 de agosto de 2013      | Washington, D.C.    | Estados Unidos         | Verizon Center                           | Hot Chelle Rae Mike Posner             | 14,647 / 14,647 (100%)      | $1,203,291   |
| 5 de agosto de 2013      | Columbia            | Estados Unidos         | Colonial Life Arena                      | Hot Chelle Rae Mike Posner             | 12,540 / 12,540 (100%)      | $996,246     |
| 7 de agosto de 2013      | Jacksonville        | Estados Unidos         | Jacksonville Veterans Memorial Arena     | Ariana Grande Cody Simpson             | 11,526 / 11,526 (100%)      | $936,990     |
| 8 de agosto de 2013      | Tampa               | Estados Unidos         | Tampa Bay Times Forum                    | Ariana Grande Cody Simpson             | 14,099 / 14,099 (100%)      | $1,101,576   |
| 10 de agosto de 2013     | Atlanta             | Estados Unidos         | Philips Arena                            | Ariana Grande Cody Simpson             | 12,407 / 12,407 (100%)      | $1,019,885   |
| Asia                     |                     |                        |                                          |                                        |                             |              |
| 23 de septiembre de 2013 | Marina Bay          | Singapur               | Marina Bay Street Circuit                | —                                      | —                           | —            |
| 26 de septiembre de 2013 | Bangkok             | Tailandia              | Challenger Hall                          | —                                      | —                           | —            |
| 29 de septiembre de 2013 | Pekín               | China                  | MasterCard Center                        | —                                      | —                           | —            |
| 2 de octubre de 2013     | Dalian              | China                  | Dalian Arena                             | —                                      | —                           | —            |
| 5 de octubre de 2013     | Shanghái            | China                  | Mercedes-Benz Arena                      | —                                      | —                           | —            |
| 7 de octubre de 2013     | Saitama             | Japón                  | Saitama Super Arena (EXO como invitados) | —                                      | —                           | —            |
| 10 de octubre de 2013    | Seúl                | Corea del Sur          | Olympic Stadium                          | —                                      | —                           | —            |
| 12 de octubre de 2013    | Macao               | Macao                  | CotaiArena                               | —                                      | —                           | —            |
| Caribe                   |                     |                        |                                          |                                        |                             |              |
| 19 de octubre de 2013    | San Juan            | Puerto Rico            | José Miguel Agrelot Coliseum             | —                                      | 13,674 / 13,674 (100%)      | $1,707,044   |
| 22 de octubre de 2013    | Santo Domingo       | República Dominicana   | Estadio Olímpico Félix Sánchez           | —                                      | 35,545 / 35,545(100%)       | $2,241,883   |
| Latinoamérica            |                     |                        |                                          |                                        |                             |              |
| 24 de octubre de 2013    | Ciudad de Panamá    | Panamá                 | Estadio Rommel Fernández                 | —                                      | —                           | —            |
| 26 de octubre de 2013    | Ciudad de Guatemala | Guatemala              | Estadio Cementos Progreso                | —                                      | —                           | —            |
| 29 de octubre de 2013    | Bogotá              | Colombia               | Estadio El Campín                        | Paty Cantú                             | 36 300 / 36 335 (99%)       | $3,879,480   |
| 31 de octubre de 2013    | Quito               | Ecuador                | Estadio Olímpico Atahualpa               | —                                      | 18,962 / 27,000 (70%)       | $2,481,840   |
| 2 de noviembre de 2013   | São Paulo           | Brasil                 | Arena Anhembi                            | —                                      | 31,922 / 33,374 (96%)       | $3,266,480   |
| 3 de noviembre de 2013   | Río de Janeiro      | Brasil                 | Praça da Apoteose                        | —                                      | 22,598 / 33,199 (68%)       | $2,460,450   |
| 6 de noviembre de 2013   | Asunción            | Paraguay               | Jockey Club                              | —                                      | 11,325 / 22,780 (50%)       | $1,228,090   |
| 8 de noviembre de 2013   | Córdoba             | Argentina              | Estadio Mario Alberto Kempes             | Carly Rae Jepsen Cody Simpson Owl City | 23,565 / 34,328 (69%)       | $2,633,870   |
| 9 de noviembre de 2013   | Buenos Aires        | Argentina              | River Plate Stadium                      | Carly Rae Jepsen Cody Simpson Owl City | — 53.500/ 53.500            | —            |
| 10 de noviembre de 2013  | Buenos Aires        | Argentina              | River Plate Stadium                      | Carly Rae Jepsen Cody Simpson Owl City | — 53.500/ 53.500            | —            |
| 12 de noviembre de 2013  | Santiago            | Chile                  | Estadio Nacional Julio Martínez Prádanos | Carly Rae Jepsen & Owl City            | 47,969 / 52,300 (92%)       | $4,948,320   |
| 18 de noviembre de 2013  | Ciudad de México    | México                 | Foro Sol                                 | —                                      | 98,358 / 107,746 (91%)      | $6,999,860   |
| 19 de noviembre de 2013  | Ciudad de México    | México                 | Foro Sol                                 | —                                      | 98,358 / 107,746 (91%)      | $6,999,860   |
| Oceania                  |                     |                        |                                          |                                        |                             |              |
| 23 de noviembre de 2013  | Auckland            | Nueva Zelanda          | Vector Arena                             | —                                      | —                           | —            |
| 26 de noviembre de 2013  | Brisbane            | Australia              | Brisbane Entertainment Centre            | Cody Simpson                           | 13,263 / 19,960 (66%)       | $1,655,360   |
| 27 de noviembre de 2013  | Brisbane            | Australia              | Brisbane Entertainment Centre            | Cody Simpson                           | 13,263 / 19,960 (66%)       | $1,655,360   |
| 29 de noviembre de 2013  | Sídney              | Australia              | Allphones Arena                          | Cody Simpson                           | 22,911 / 24,566 (93%)       | $2,946,530   |
| 30 de noviembre de 2013  | Sídney              | Australia              | Allphones Arena                          | Cody Simpson                           | 22,911 / 24,566 (93%)       | $2,946,530   |
| 2 de diciembre de 2013   | Melbourne           | Australia              | Rod Laver Arena                          | Cody Simpson                           | 22,543 / 23,925 (94%)       | $2,706,030   |
| 3 de diciembre de 2013   | Melbourne           | Australia              | Rod Laver Arena                          | Cody Simpson                           | 22,543 / 23,925 (94%)       | $2,706,030   |
| 5 de diciembre de 2013   | Adelaide            | Australia              | Adelaide Entertainment Centre            | Cody Simpson                           | —                           | —            |
| 8 de diciembre de 2013   | Perth               | Australia              | Perth Arena                              | Cody Simpson                           | 10,732 / 11,087 (97%)       | $1,376,970   |
| TOTAL                    | TOTAL               | TOTAL                  | TOTAL                                    | TOTAL                                  | 1,576,488 / 1,631,724 (97%) | $134,140,682 |